# Nellenburg (Neustadt)

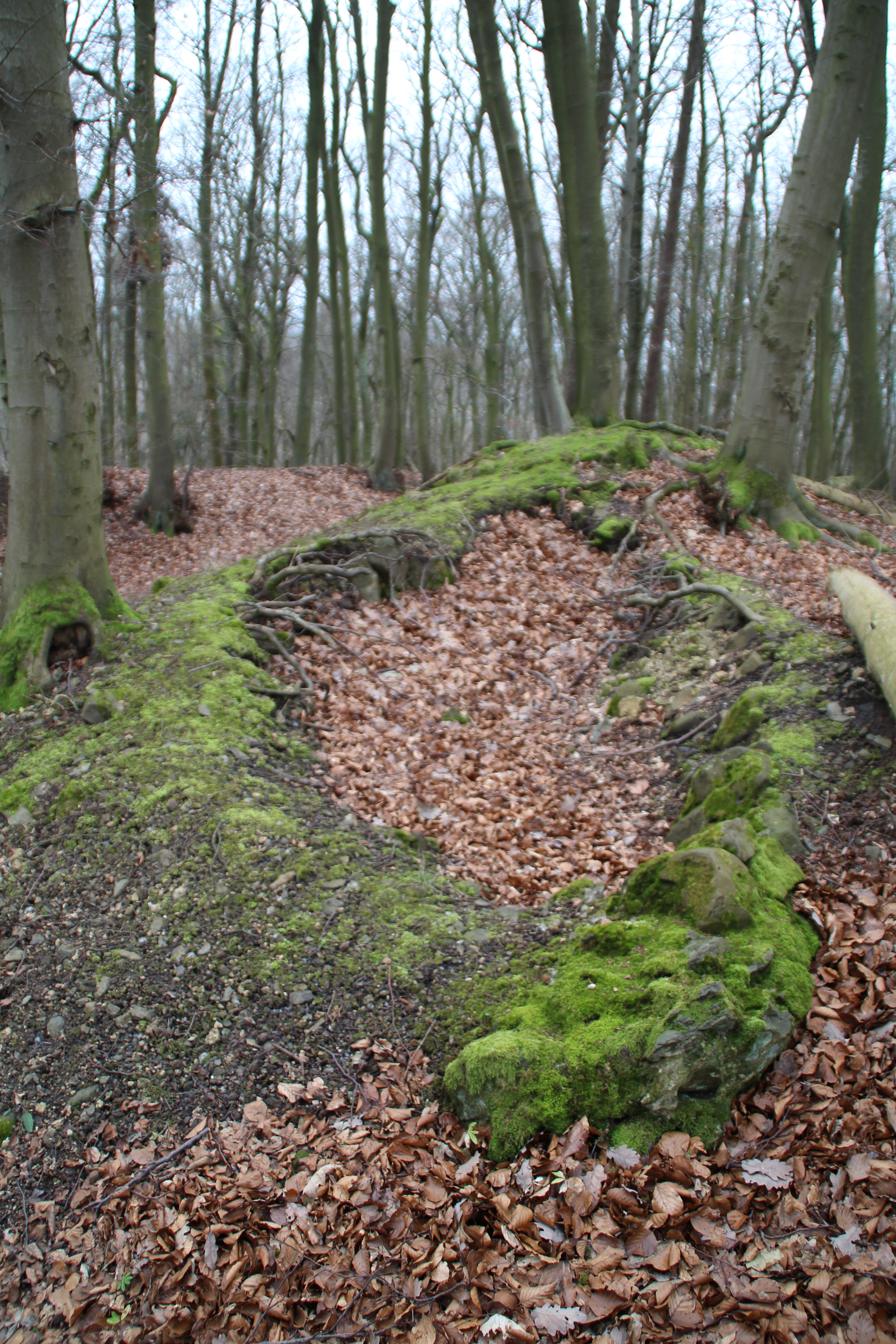
Letzte Mauerreste der Nellenburg

Die Nellenburg ist die Ruine einer Höhenburg ca. einen Kilometer südlich von Neustadt im Landkreis Marburg-Biedenkopf in Hessen auf einem 345 Meter hohen als „Hain“ bezeichneten Basaltkegel (Nordrand der Gleimenhainer Höhe) am Südrand des Neustädter Sattels.

## Geschichte
Die im 13. Jahrhundert von den Grafen von Ziegenhain erbaute und 1271 erstmals erwähnte Burg wurde 1294 von Graf Engelbert I. von Ziegenhain und Nidda zusammen mit der Stadt und dem gesamten Amt Neustadt an Kurmainz verkauft. 1431 und 1492 besaß das Erzstift nach Urkunden nur noch einen Teil der Burg neben ungenannten Ganerben. Möglicherweise wurde die Burg 1461–1462 im Zuge der Mainzer Stiftsfehde von landgräflichen Truppen bei der Eroberung Neustadts erstürmt. 1462 sind noch Baumaßnahmen überliefert. 
Die inzwischen bereits wüste Burg erhielten die beiden Pfandinhaber von Neustadt, Stamm von Schlitz gen. von Görtz und Hans von Dörnberg, am 17. März 1467 pfandweise verschrieben, aber bereits am 24. März 1467 ging sie in den alleinigen Besitz Dörnbergs über, der Stamm von Schlitz mit 1000 rheinischen Gulden abfand.
1498 (oder 1502) verkauften Johann (Hen, Henne (III.)) von Wahlen und Ursula ihren Teil der Nellenburg an Johann Steuber († um 1528) und dessen Ehefrau Margarethe († vor 1526). Deren Erben verkauften die 1529 noch bewohnte Burg 1535, als sie bereits als wüst bezeichnet wurde, an die Dörnbergischen Erben.

## Architektur
Es finden sich noch Reste einer Befestigungsanlage mit Graben- und Wallsystem:
Die Burg bestand aus einer Doppelrechteckanlage mit einem Gesamtumfang von etwa 23 m × 20 m und einem oval umlaufenden Trockengraben und Außenwall sowie einem vorgelagerten Abschnittsgraben an der Angriffsseite im Osten. Die nördliche Rechteckanlage besitzt etwa 2,60 m starke Außenmauern und nimmt eine Fläche von ca. 10 m × 20 m ein. Südlich schließt sich der etwas tiefer liegende Burgkomplex mit einer schwächeren Außenmauer an. An seiner Südwest-Ecke findet sich eine rundliche Ausbuchtung, der ein Turm zugeordnet werden kann. Ruinenreste müssen noch weit bis ins 17. Jahrhundert bestanden haben, wie man auf dem Kupferstich Daniel Meisners aus seinem "Schatzkästlein", entstanden zwischen 1638 und 1678, ersehen kann.

## Sonstiges

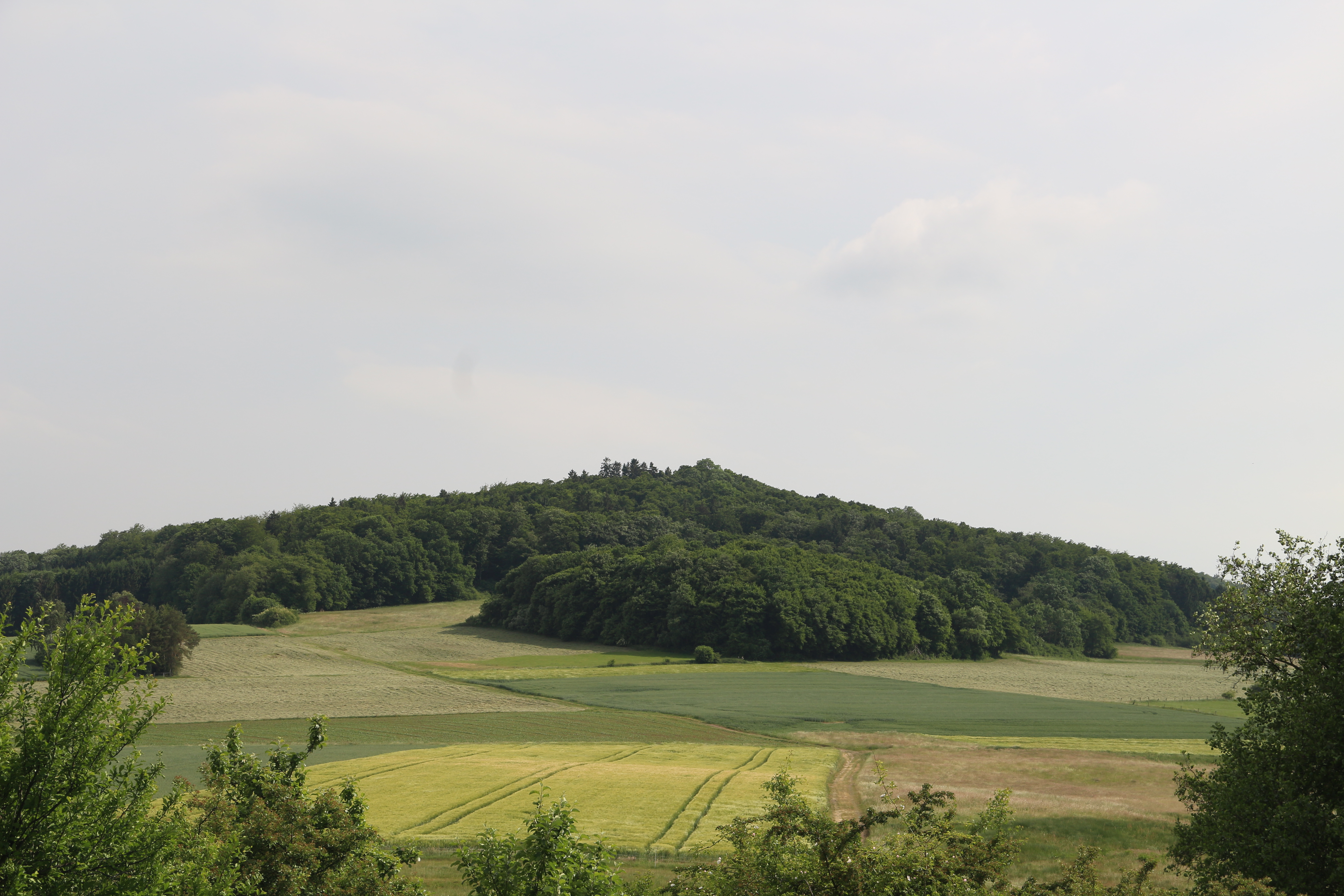
Der Nellenberg, auf dessen Gipfel die Nellenburg stand, von Norden her

Nach mythischen Überlieferungen soll von dem „Junker-Hansen-Turm“, dem Wahrzeichen von Neustadt, zu der nicht weit entfernten Nellenburg noch heute ein unterirdischer Gang führen, angefüllt mit Waffen, Rüstungen, goldenem und silbernem Geschirr.

## Weitere Nutzung
Heute noch sehr gut erkennbar sind die Betonfundamente und Überreste der Pfosten eines viereckigen hölzernen Turmes auf dem höchsten Punkt. Eine Inschrift lässt eine genauere Datierung zu: 
ERBAUT 1938 von der 2. (ma) Kp.P. 49